# ویته ون دورت
ویته ون دورت (هلندی: Wieteke van Dort؛ ۱۶ مهٔ ۱۹۴۳ – ۱۵ ژوئیهٔ ۲۰۲۴) بازیگر، خواننده، کمدین و نویسنده اهل هلند بود.
ون دورت در ۱۵ ژوئیهٔ ۲۰۲۴، در ۸۱ سالگی بر اثر سرطان درگذشت.